# Sommar, sommar, sommar
För turnén genomförd av Sonja Aldén, Shirley Clamp och Sanna Nielsen 2007, se Sommar, sommar, sommar (turné).
"Sommar, sommar, sommar" är ett musikstycke med melodi av Sten Carlberg, skriven under pseudonymen "Sten Roland". Melodin är från 1952 och texten, som handlar om sommaren, skrevs därefter av Eric Sandström.

## Signaturmelodi till Sommar i P1
"Sommar, sommar, sommar" är signaturmelodi till programmet "Sommar" i Sveriges Radio. Den började användas 1960 till programmets andra säsong. Första säsongen använde istället Hugo Alfvéns "Gånglåt från Leksand" ur Den förlorade sonen.
Signaturmelodin spelades in på Södra Teatern med Åke Jelvings orkester.